# Rafael Cabello de Alba
Rafael Cabello de Alba y Gracia (Montilla, 31 de agosto de 1925-Madrid, 4 de mayo de 2010) fue un abogado y político español. Licenciado en Derecho con premio extraordinario por la Universidad de Granada, obtuvo el número uno en las oposiciones al Cuerpo de Abogados del Estado en 1950. Tras ser destinado a puestos de Cádiz, Córdoba y Madrid, se volcó en su carrera política. Fue presidente de la Diputación Provincial de Córdoba entre 1957 y 1962 y director general de Previsión desde 1962 a 1966. En el último Gabinete del periodo franquista asumió el cargo de ministro de Hacienda, vicepresidente segundo del Gobierno y gobernador por España del Fondo Monetario Internacional, bajo la presidencia de Carlos Arias Navarro, desde el 29 de octubre de 1974 al 12 de diciembre de 1975. Está en posesión de las Grandes Cruces de las Órdenes de Carlos III, de Isabel la Católica y de Cisneros. 

## Biografía
Nació en la localidad cordobesa de Montilla el 31 de agosto de 1925.
Licenciado en Derecho por la Universidad de Granada, inició su carrera como Abogado del Estado. Posteriormente fue presidente de la Diputación Provincial de Córdoba entre septiembre de 1957 y septiembre de 1962, siendo después director general de Previsión. Fue procurador en las Cortes franquistas. Salió de la administración para ser vicepresidente de SEAT. 
Miembro del Consejo Nacional del Movimiento, en febrero de 1971 durante una sesión del mismo se manifestó partidario de una política «aperturista» ante la futura muerte de Franco. En octubre de 1974 entró en el gobierno para ocupar el cargo de ministro de Hacienda, llevando a cabo un drástico recorte del gasto público, y el de vicepresidente segundo del Gobierno entre el 29 de octubre de 1974 y el 12 de diciembre de 1975 en el último gobierno de Franco presidido por Carlos Arias Navarro.
Tras su paso por la administración pública pasó al sector privado en los ámbitos empresariales y de la abogacía.

## Distinciones
- Gran Cruz de la Orden del Mérito Civil (1961)[10]
- Gran Cruz de la Orden Imperial del Yugo y las Flechas (1964)[11]
- Gran Cruz (con distintivo blanco) de la Orden del Mérito Militar (1966)[12]
- Gran Cruz de la Orden Civil del Mérito Agrícola (1966)[13]
- Gran Cruz de la Orden de Isabel la Católica (1966)[14]
- Gran Cruz de la Orden de Cisneros (1969)[15]
- Gran Cruz de la Real y Muy Distinguida Orden de Carlos III (1975)[16]